# Кёлер, Зигфрид (композитор)
Зигфрид Кёлер (нем. Siegfried Köhler; 2 марта 1927, Мейсен — 14 июля 1984, Восточный Берлин) — немецкий композитор.

## Биография
В годы Второй мировой войны принимал активное участие в любительском театре Гитлерюгенда, вследствие чего по окончании войны был арестован, однако из-за развившегося у него туберкулёза освобождён. В 1946 году в туберкулёзной больнице написал своё наиболее известное сочинение — рождественскую песню «Тысяча звёзд — один собор» (нем. Tausend Sterne sind ein Dom).
Затем, однако, Кёлер выздоровел, изучал композицию в Дрезденской академии музыки и театра у Фиделио Финке и Херберта Виценца, затем музыковедение в Лейпциге. В 1955 году возглавил лейпцигское окружное отделение Союза композиторов ГДР. В 1957 году был назначен директором Международной музыкальной библиотеки в Берлине. В 1963—1968 годах — художественный руководитель государственного концерна грамзаписи ГДР VEB Deutsche Schallplatten. В 1968—1980 годах — ректор Дрезденской Высшей школы музыки имени Карла Марии фон Вебера. С 1982 года — председатель Союза композиторов ГДР. В 1983 году назначен директором Дрезденской оперы, работы по восстановлению которой уже подходили в это время к завершению, однако умер до того, как они всё-таки были завершены.

## Награды
- Орден Заслуг перед Отечеством (1972)
- Лауреат Национальной премии ГДР (1979)